# Chrysosplenium davidianum
Espèce
Classification phylogénétique
Chrysosplenium davidianum, la Dorine de David, est une espèce de plantes à fleurs de la famille des Saxifragaceae, poussant dans les zones humides ombragées de Chine du Centre et du Sud (Sichuan, Yunnan).
Son nom chinois est 锈毛金腰 Xiùmáojīnyāo.

## Étymologie
Le nom de genre Chrysosplenium est composé des mots grecs χρυςος khrusos « or » et σπλην, σπληνος, splên, splênos « rate ».
L’épithète spécifique davidianium a été donnée pour honorer le collecteur Armand David.
Le botaniste russe Carl Maximowicz de Saint Pétersbourg qui a fait des expéditions naturalistes en Sibérie, Chine et Japon a donné la première description de l’espèce sous le nom de Chrysosplenii Davidianum。 Il s'est appuyé sur un spécimen récolté au Tibet oriental dans la principauté de Moupin par le père Armand David. Plus tard, Joseph Decaisne l’a reclassé sous le nom de Chrysosplenium davidianum.
Cette dorine fut une des premières plantes forestières collectée par le père David, une saxifragacée à feuilles persistantes qui assure une couverture efficace des sols dans les endroits humides et ombragés. En 1869, établi quelques mois  dans le collège des Missions étrangères de Moupin (actuellement à Dengchigou dans le district de Baoxing 宝兴), à l’ouest de Chengdu en Chine, le père David y fit une collecte de spécimens de mammifères, d’oiseaux, d’insectes et de plantes tant remarquable par le nombre que la qualité.

## Description

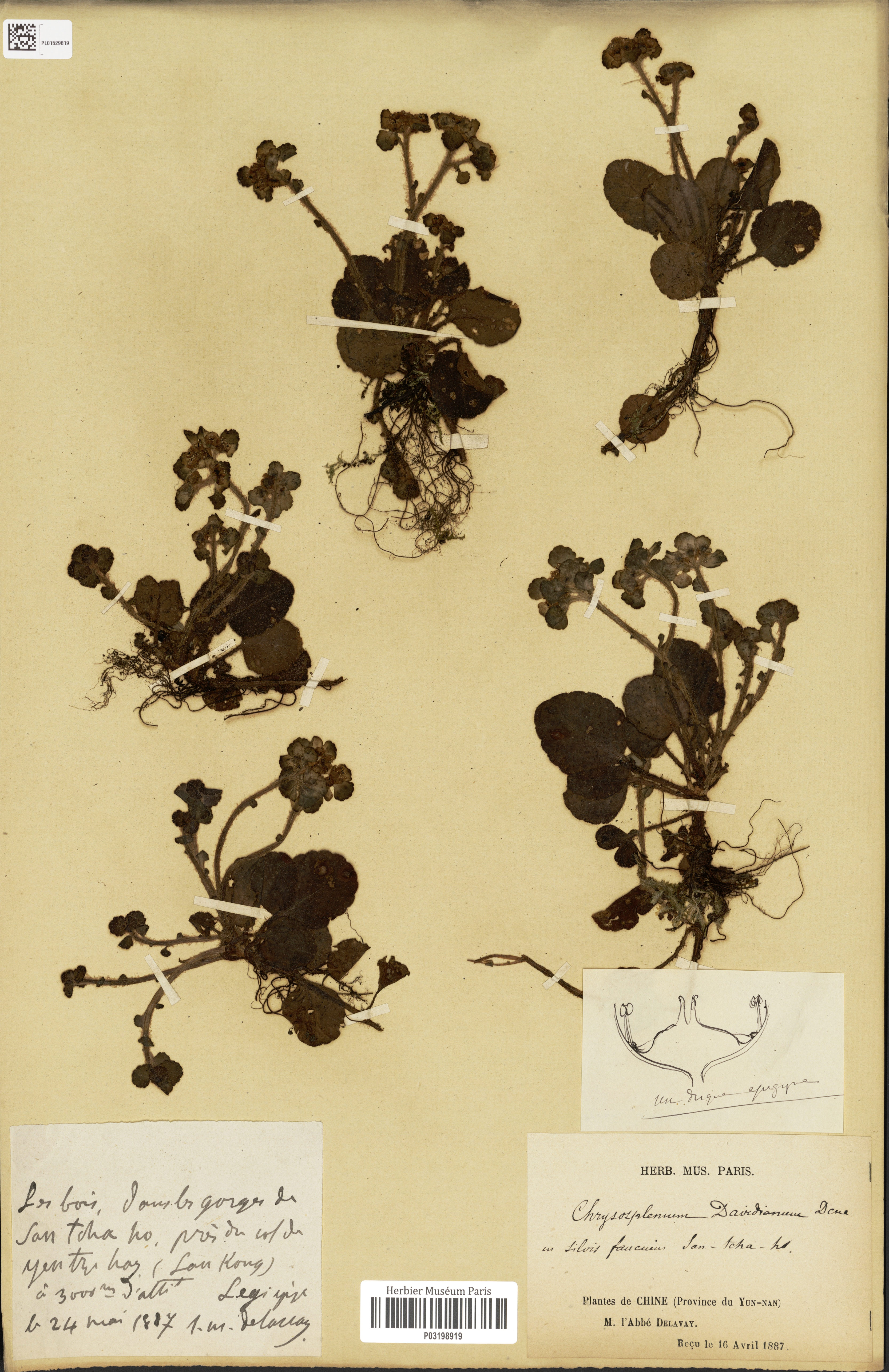
Chrysosplenium davidianum, plante récoltée en mai 1887 par le père Delavay, un missionnaire botaniste comme le père David, opérant en Chine. MNHN Spécimen P03198919.

Chrysosplenium davidianum est une plante herbacée cespiteuse, vivace, de 3 à 19 cm de haut, avec des rhizomes villeux, bruns. Les tiges brunes sont cassantes.
Les feuilles basales sont pourvues d’un pétiole villeux de 1 à 3 cm et d’un limbe largement ovale à largement subelliptique, de 2-4 x 2–3,7 cm ; les deux faces sont villeuses, brunes le long des nervures et de la marge.
Les feuilles caulinaires sont pourvues d’un pétiole plus court (5–6 mm).
L’inflorescence est une cyme portant de nombreuses fleurs et bractées. La fleur jaune porte des 4 sépales orbiculaires. Les 8 étamines font 1–2 mm.
Le fruit est une capsule.
La floraison et la fructification ont lieu en avril-août.

## Distribution et habitat
L’espèce pousse en Chine dans les provinces du Guizhou, O Sichuan, N et O Yunnan.
Elle croît dans les endroits herbeux ombragés et humides dans les sous-étages forestiers et entre les rochers dans les ravins, entre 1 500–4 100 m.

## Usages

### Horticole
La dorine de David fut introduite en Europe en 1981, quand une expédition sino-britannique la trouva à nouveau dans le Yunnan, soit plus de cent ans après sa découverte par le père David en 1869 puis le père Delavay en 1877.

### Pharmacologie
Plusieurs espèces de Chrysosplenium possèdent des flavonols ayant montré une activité antitumorale potentielle.  En médecine traditionnelle tibétaine, des Chrisosplenium ont montré une activité contre la grippe virale et les inflammations.